# Фотограф

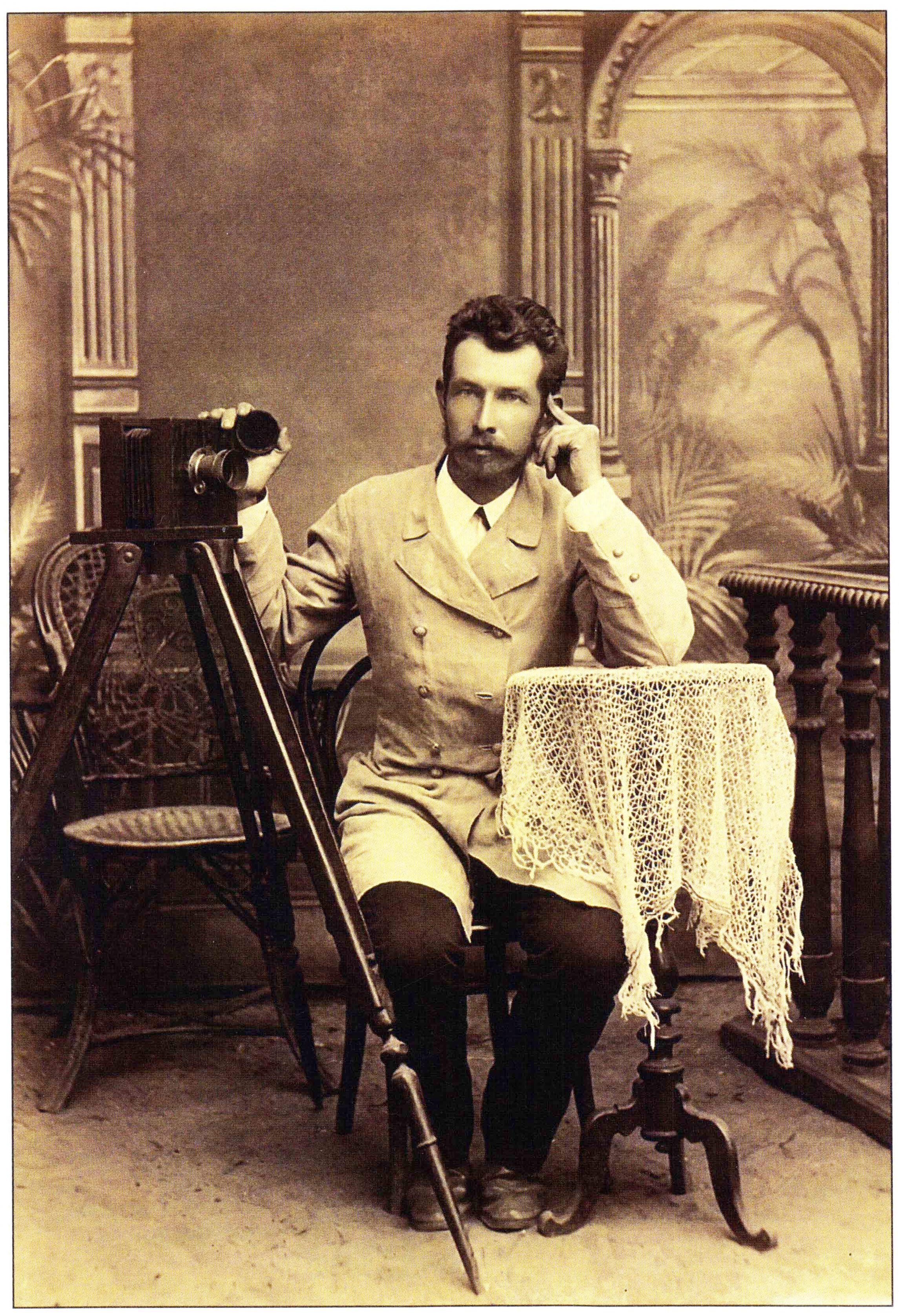
Профессиональный фотограф Р. Ф. Быковский (XIX век)

Фото́граф — человек, создающий фотографии при помощи фотоаппарата.
Работа фотографа в узком смысле представляет собой непосредственно фотосъёмку. В широком смысле фотограф — человек, в чьи задачи входит подготовка к проведению съёмок (выбор темы, переговоры, получение разрешений и согласований, подбор моделей, реквизита, оборудования, выбор места и т. п.), непосредственно фотосъёмка и последующая работа по обработке и печати фотографий, продажа материала. В ряде случаев часть этих работ фотограф передаёт своим ассистентам, помощникам, визажистам, художникам по костюмам, агентам, осветителям, гримёрам и другим людям.

## История профессии

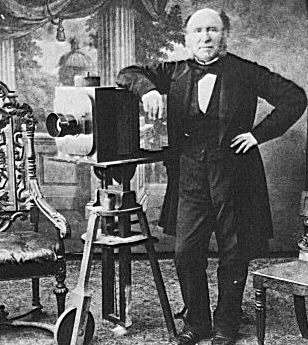
Фотограф в студии в 1850 г.

История профессии фотографа начинается с 1839 года, когда Жак Луи Дагер на заседании Академии наук и Академии художеств в Париже представил оригинальный способ фиксации изображения.
Долгое время за фотографией не признавалось право на эстетическое творчество. Многие фотографы тратили немало сил и воображения, создавая снимок неадекватный фиксируемой натуре. Они широко использовали монтаж и печать с нескольких негативов.

Фотограф за работой. Паскаль Даньян Бувре, 1879

В конце XIX века, с появлением сравнительно лёгких съемочных камер и более простых способов воспроизведения снимков на страницах печати, получила широкое распространение фотографическая журналистика. С этого момента появляется понятие профессии фотограф. Две тенденции в истории фотографии: реалистичная и формотворческая, определились в этот период с максимальной ясностью.
Появилась первая профессиональная организация — Датский Союз Фотографов Прессы (Pressefotografforbundet) в 1912 году в Дании, организована шестью фоторепортерами в Копенгагене. Работая чаще всего для периодических изданий, фотографы в своих снимках нередко затрагивали актуальные проблемы общества, показывая социальное неравенство, нищету, эксплуатацию детского труда и т. д. Поначалу под фотографиями в газетах не указывалось имя фотографа.
Знаменитый русский фотограф Сергей Прокудин-Горский совершил прорыв в профессии и создал одну из наиболее масштабных коллекций цветных фотографий, до сих пор сохраняющих ценность.
Современная фотожурналистика стала возможна с изобретением малогабаритной камеры. Появление 35-миллиметровой «лейки», созданной в 1914 году и выпущенной в продажу в Германии в 1925 году, внесло много значительных изменений в каждую область фотографии. Новая камера позволила фотографам увидеть обычные и привычные объекты в новых, более смелых перспективах и расширила их возможности лучше видеть очертания формы в пространстве.
В начале XX века появился метод «мгновенной фотографии», не требующий никакой обработки снимков. В то же время появились разговоры о том, что профессия фотографа становится примитивной. Поэтому профессия фотографа переходит в отряд искусства.
Новостные организации и школы журналистики учредили множество разнообразных наград для фотожурналистов. Начиная с 1968 года Пулитцеровская премия присуждается в следующих категориях фотожурналистики: «Feature Photography», «Spot News Photography» и «Capture the Moment». Другие награды: World Press Photo.
Лучшие фотографы-журналисты в России — обладатели престижных мировых премий, творчество которых внесло заметный вклад в развитие отечественной фотожурналистики:
Владимир Вяткин: «Фотография — это не просто набор кадров, это должен быть рассказ о происходящем»
Александр Гращенков: «Фотография — это то, как я вижу мир, в тот момент, когда нажимаю на спуск затвора»
Игорь Гаврилов: «Чтобы стать хорошим фотографом — снимай, снимай и снимай, и люби это дело»
Виктор Загумённов: «Свои фотографии со временем начинаю любить все больше»
Александр Земляниченко: «Если вы не видите тот кадр, который вам нужен, значит, его просто здесь не может быть»
Сергей Максимишин: «За искусство люди платят тогда, когда у них есть всё остальное»

## Сферы деятельности

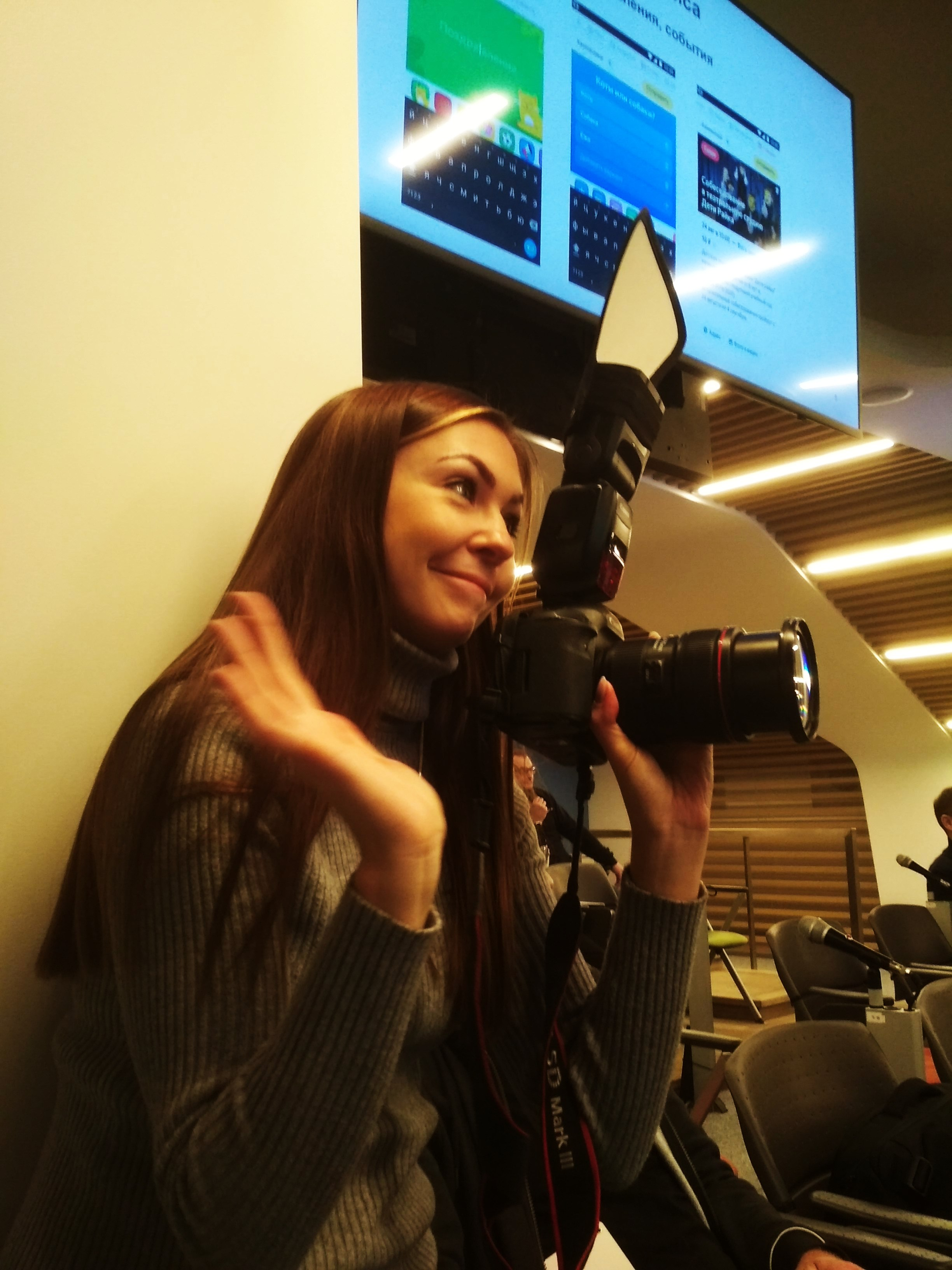
Фотограф Яндекса

Фотографы разделяются по сфере деятельности и жанрам фотографии. Среди них выделяют:
- Фотожурналист (фоторепортёр) — занимающийся фотожурналистикой.
- Папарацци — фоторепортёр, снимающий сцены из личной жизни знаменитостей без их согласия.
- Фотохудожник — фотограф, занимающийся художественной фотографией.
- Фотодокументалист[8][9] — фотограф, занимающийся документальной фотографией.
- Рекламный фотограф — фотограф, занимающийся рекламной фотографией.
- Свадебный фотограф — фотограф, специализирующийся на съёмке свадеб.
- Политический фотограф — фотограф, занимающийся съёмкой первых лиц государств, политических событий, работник пресс-службы правительственной организации.
- Фотограф-криминалист — фотограф, снимающий места происшествий, трупы и вещественные доказательства для нужд судебной медицины, органов дознания и т. п.
- Лаборант-фотограф — научный сотрудник, осуществляющий фотографическое обеспечение лабораторных исследований.
- Семейный фотограф — фотограф, делающий семейные портреты в интерьере, изготавливающий семейный альбом.
- Фэшн-фотограф— фотограф, специализирующийся на модных съёмках. Производит фотосъёмку коллекций одежды и аксессуаров, дефиле и модных показов с целью выделить и показать на фотоснимках предметы одежды, обувь, аксессуары и другие объекты, связанные с модой. Также осуществляет подготовку к проведению съёмок, обеспечивает требуемую постановку света, участвует в организации пространства для фотосъёмки, подбирает необходимые композиционные и световые решения. После фотосъёмки проводит работы по обработке и печати фотографий, подготовке их для различных носителей[10].
- Фотограф-предметник — фотограф, специализирующийся на предметной фотосъёмке (духи, продукты питания и другие мелкие предметы). Предметная фотосъёмка обычно происходит на специальном столе для предметной фотосъёмки.
- Промышленный фотограф — фотограф, специализирующийся на фотосъёмке индустриальных объектов предприятий, оборудования, рабочих, снимающий как архитектуру и интерьеры, так и репортажи.
- Уличный фотограф — фотограф, снимающий незнакомых людей и иные жанровые сценки на улицах для художественных проектов.
- Фотограф макро — фотограф, специализирующийся на съёмке сверхмалых объектов макромира: насекомых, пауков, отдельных живых и неживых объектов природы, почти не- и малозаметных для человеческого глаза.